# Arta paleocreștină

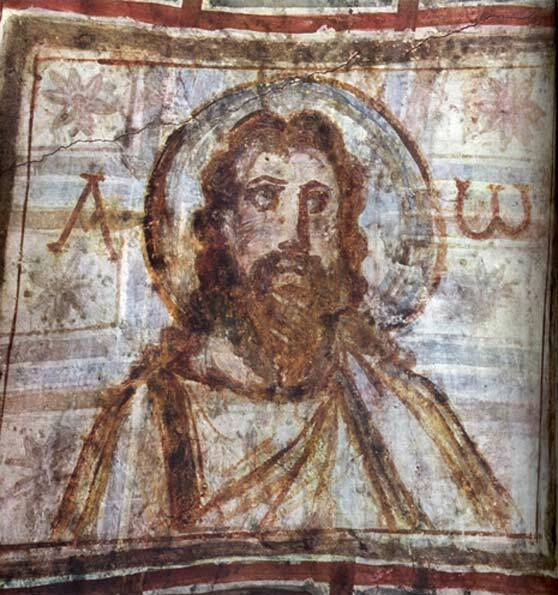
Reprezentare a lui Isus din Nazaret, sfârșitul secolului la IV-lea, Catacombe di Commodilla, Roma

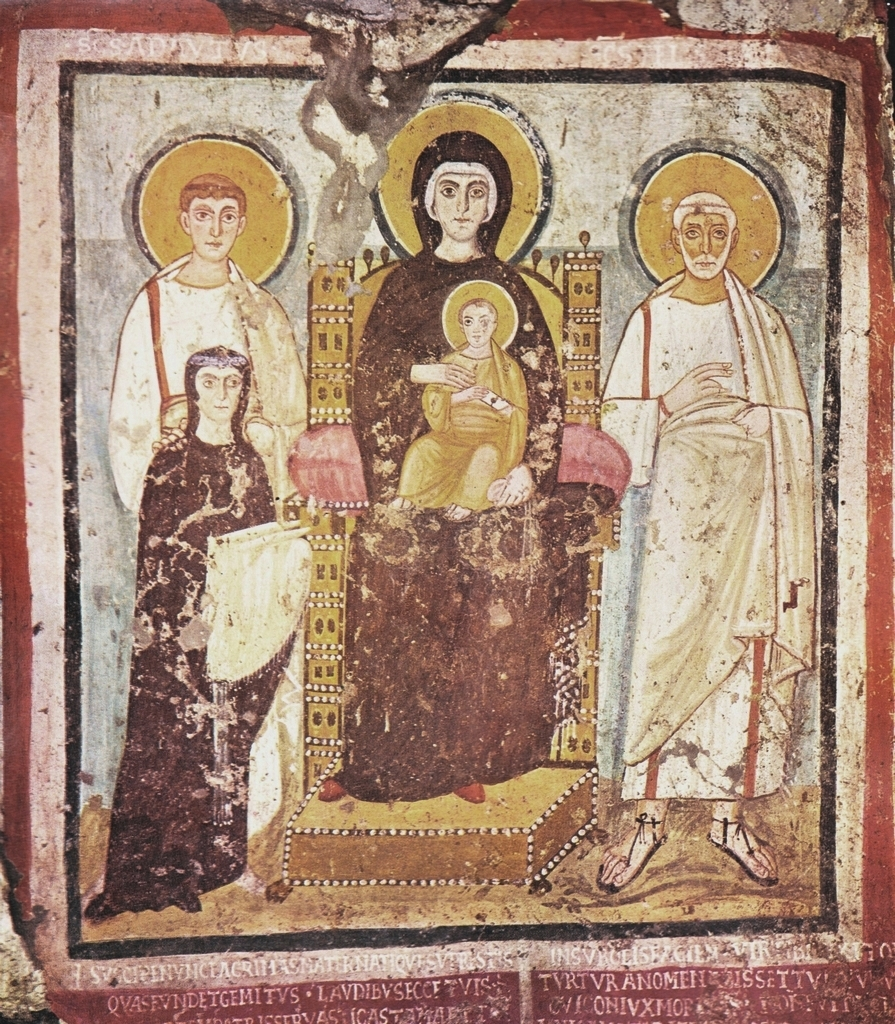
Sfinții Felix și Adauctus cu Maica Domnului și o ctitoriță, frescă din anul 528, Catacomba Commodillei, Roma

Arta paleocreștină s-a dezvoltat în perioada creștină veche (secolul I d.Hr. - secolul al V-lea d.Hr.).
Este strâns legată de apariția și răspândirea creștinismului, de evoluția dogmelor religioase și de numeroasele dispute teologice ale perioadei.
Poate fi împarțită în două etape: înainte și după anul 313, când cultul creștin este recunoscut de Constantin cel Mare.

## Arhitectura

### Case particulare
Primele locuri în care se desfășurau ritualurile noului cult creștin erau casele particulare, care aveau încăperi specializate în acest scop.
Amintim aici casele de la Dura Europos, pe malul Eufratului (începutul secolului al III-lea).
Acestea aveau un plan dreptunghiular, curte interioară, o sală în care se afla vasul pentru botez (baptisteriu) și un spațiu ce servea în scop liturgic.

### Catacombe
Catacombele erau cimitire săpate în stâncă, la marginea orașelor.
Cele mai multe s-au descoperit în zonele: Roma, Napoli, Sicilia.
Acestea cuprind galerii strâmte și înalte, camere cu firide în care erau așezate trupurile celor decedați și camere transformate în sanctuare (cu altare și decorate cu picturi religioase).

### Biserici
La mijlocul secolului al III-lea, un prim edict de toleranță permite construirea la Roma a unor case-biserici (domus eclesiae), dar care au fost distruse în secolul al IV-lea, în perioada ultimei mari persecuții.
Primele biserici creștine au apărut în secolul al IV-lea, după domnia lui Constantin cel Mare și Teodosiu I.
Planul lor semăna cu cel al vechilor bazilici romane, dar cu unele adaptări.
Acesta cuprinde:
- exonartexul: spațiul de trecere de la lumea reală la cea divină;
- 3-5 nave, dintre care cea centrală este mai înaltă și cele laterale sunt mai joase și înguste, pentru a primi cât mai mulți credincioși;
- absida semicirculară a altarului, în centrul căreia era amplasat altarul pentru oficierea liturghiei.

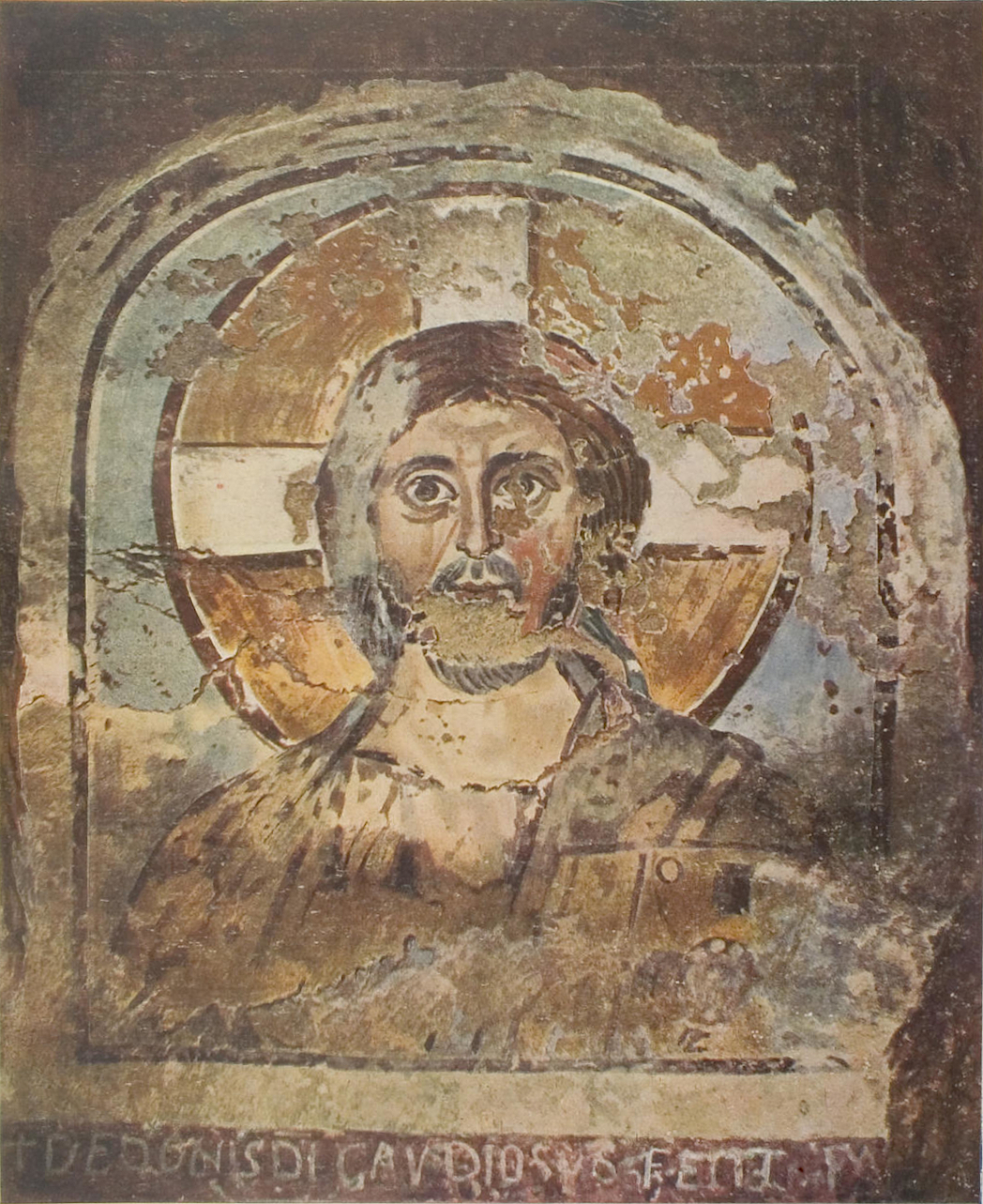
Reprezentare a lui Isus în en, Roma

Aceste biserici erau acoperite cu tavane drepte pe șarpantă de lemn sau bolți.
La exterior, bisericile erau simple, din cărămidă, austere și fără decorații bogate.
Întreaga atenție se concentrează asupra interioarelor în care se adună credincioșii, interioare bogat decorate, mai ales cu fresce și mozaicuri.
Niciun monument din secolul al IV-lea nu se mai păstrează în starea lui inițială datorită intervențiilor repetate de-a lungul timpului.
Cu unele variante, schema acestor biserici va fi răspândită în întreaga lume creștină.

## Pictura
Pictura paleocreștină atinge apogeul între secolele al III-lea și al IV-lea.
La început (secolul al II-lea), creștinii văd în pictură doar o amintire a păgânismului, un mijloc de idolatrie, ceea ce duce la un refuz categoric al imaginii pictate.
Ulterior, sub influența artei figurative greco-romane, creștinii recurg la pictură sau mozaic pentru decorarea caselor, catacombelor sau primelor biserici, considerându-le mijloace de educație în spirit creștin.

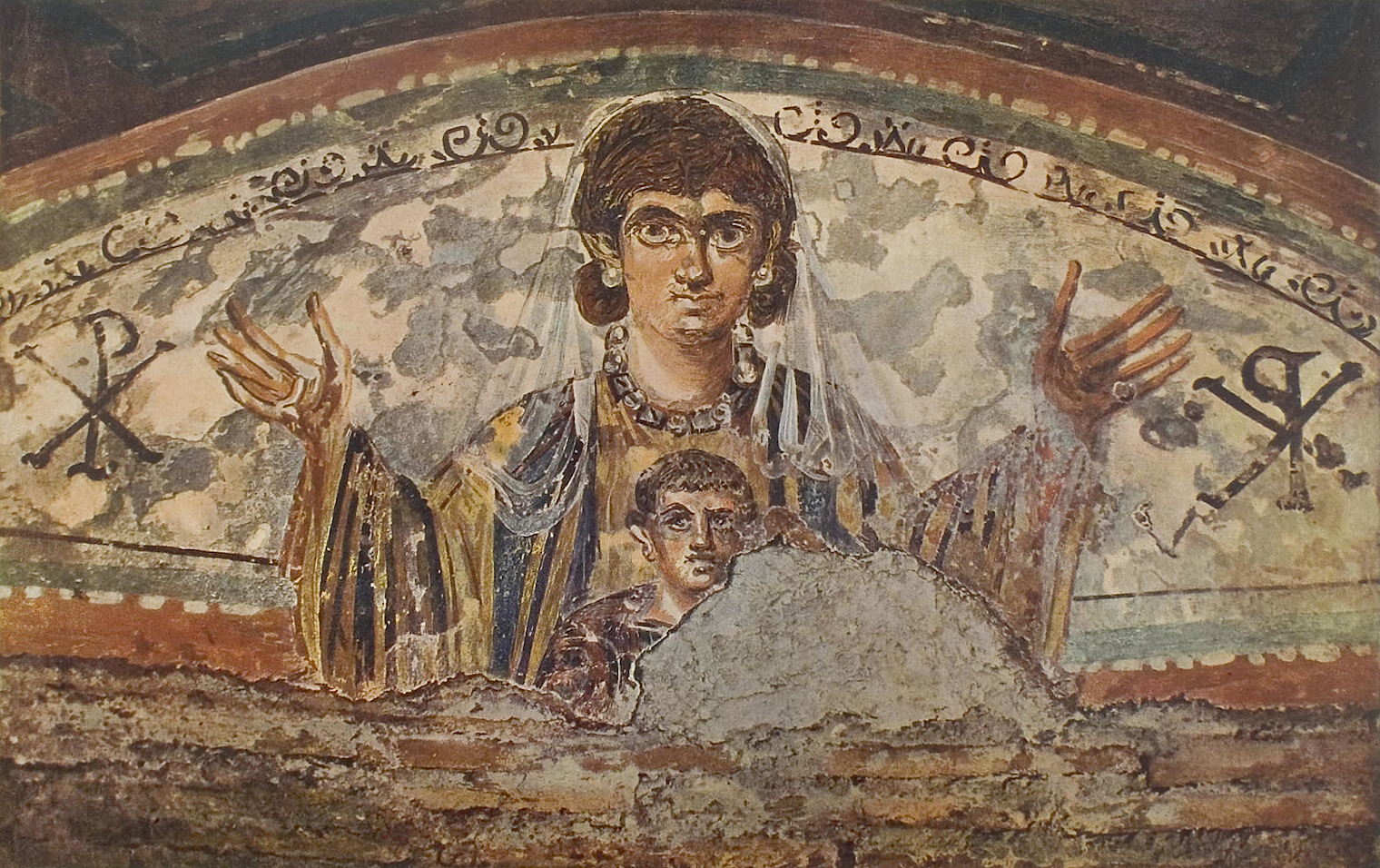
Fecioara si pruncul, pictură murală dintr-o catacombă din regiunea Romei (secolul al IV-lea)

### Simboluri si imagini
Primele imagini folosite de creștini (în catacombe) sunt cele simbolice, de tip imagine -semn pentru redarea esențialului și o înțelegere rapidă.
Printre simbolurile cele mai utilizate se numără:
- crucea: simbolul credinței creștine;
- peștele, mielul, păstorul: simboluri ale lui Iisus;
- porumbelul: simbolul Sfântului Duh;
- păunul: simbolul nemuririi;
- palmierul: simbolul victoriei asupra morții.

În secolul al III-lea, simbolismul nu mai este suficient, iar pictura trece la teme figurative, ca instrument de propagandă pentru creștinarea păgânilor, Hristos fiind figurat în mai multe ipostaze alegorice pentru a-l deruta pe cel neavizat într-o perioadă de mari persecuții.
Cele mai frecvente reprezentări sunt:
- Bunul Păstor: Isus Hristos, cu referire la Evanghelia după Ioan;
- Orfeu: Dumnezeu îmblânzitor de suflete;
- Psyche: sufletul desprins de trup;
- raiul: peisaje cu arbori și flori pentru a se reprezenta locul unde sufletele credincioșilor ar fi mântuite;
- Cina cea de Taină;
- Orantele: femei în poziții de rugăciune.

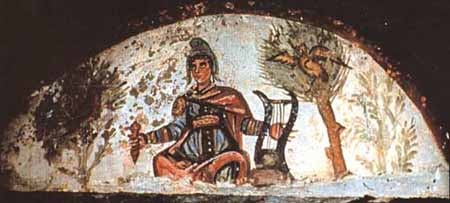
Isus ca Orfeu, pictură murală din catacomba sfinților Petru și Marcellinus

Treptat, imaginile devin tot mai narative, cu subiecte din cărțile sfinte, din care predomină cele referitoare la viața și minunile lui Isus.
O dată cu creșterea importanței picturii, ca instrument educativ ce ilustrează triumful creștinismului, se stabilește și o iconografie creștină.
Iisus apare reprezentat ca un bărbat matur, cu barba, păr negru sau castaniu până la umeri, în atitudini majestuoase, încadrat de Alfa și Omega (simboluri ale eternității) și cu aureolă pe cap.

### Exemple
- picturile din Cripta Lucinei (sfârșitul secolului al II-lea)
- picturile de la San Calisto (începutul secolului al III-lea)
- picturile din Catacomba Priscillei (sfârșitul secolului al III-lea), Roma
- picturile de la Dura Europos
- mozaicurile de la Biserica Santa Pudenziana (sfârșitul secolului al IV-lea), Roma
- mozaicurile de la Santa Maria Maggiore (secolul al V-lea), Roma